# François Jullien
Pour les articles homonymes, voir Jullien.
 (octobre 2024).
L'article doit être relu — et modifié si nécessaire — par des contributeurs indépendants pour apporter un regard critique aux contributions effectuées en violation des conditions d'utilisation de Wikipédia, tant sur la forme (notamment concernant le style encyclopédique, la proportionnalité) que sur le fond (la neutralité de point de vue, la qualité et l'indépendance des sources).
François Jullien, né en 1951 à Embrun (Hautes-Alpes), est un philosophe, helléniste et sinologue français.

## Biographie
Il entre en classe préparatoire au lycée Henri IV puis intègre l'École normale supérieure (rue d'Ulm) en 1972, et devient agrégé de l’université en 1974. François Jullien a reçu d'abord une formation d'helléniste, notamment auprès de Jean-Pierre Vernant et Jean Bollack. Durant sa scolarité à l'École normale supérieure, il part en Chine où il a étudie la langue et la pensée chinoise à l'université de Pékin et à l'université de Shanghai (1975–1977). Il a été ensuite responsable de l'antenne française de sinologie à Hong-Kong (1978–1981). Il a été ensuite pensionnaire de la Maison franco-japonaise à Tokyo (1985–1987). Il a obtenu un doctorat de 3e cycle en 1978 avec une thèse intitulée Lu Xun. Ecriture et révolution, puis le doctorat d'État en études extrême-orientales en 1983 avec une thèse intitulée La Valeur allusive. Des catégories originales de l'interprétation poétique dans la tradition chinoise. (Contribution à une réflexion sur l'altérité interculturelle).
En tant que professeur à l'université Paris-Diderot, il a été successivement président de l'Association française des études chinoises (de 1988 à 1990), directeur de l'UFR Asie orientale de l'université Paris-Diderot (1990–2000), président du Collège international de philosophie (1995–1998), et directeur de l'Institut de la pensée contemporaine ainsi que du centre Marcel-Granet. Il a été membre senior de l'Institut universitaire de France de 2001 à 2011.
Il a dirigé la collection « Libelles » aux Presses universitaires de France, ainsi que l'Agenda de la pensée contemporaine d'abord aux PUF, puis aux éditions Hermann.
Il a été titulaire de la chaire sur l'altérité créée à la Fondation Maison des sciences de l'homme de 2012 à 2020.

## Prix et récompenses
En 1995, François Jullien a reçu le prix Biguet de l'Académie française pour Le Détour et l'Accès. Stratégies du sens en Chine, en Grèce, en 1996, le prix Jean-Jacques Rousseau de la ville de Genève pour Fonder la morale, en 2010, en Allemagne, le prix Hannah Arendt pour la pensée politique, puis en 2011, le Grand prix de philosophie de l’Académie française pour l’ensemble de son œuvre.

## Philosophie
François Jullien a proposé une analyse de la philosophie occidentale à partir de l'étude des langues et pensées grecque et chinoise. Cette approche a produit des débats tant en philosophie que dans l'orientalisme. François Jullien défend que c'est en faisant travailler des « écarts » ouvrant un « entre »,, réflexif qu'on peut produire du « commun » ; et non pas à partir du « semblable », qui ne produit que de l'uniforme qu'on prendrait à tort pour de l'« universel »,,. Par ce concept d'écart, qu’il oppose à la notion de différence, François Jullien remet en question l’identité culturelle et repense ce qu'il appelle le « dialogue des cultures ». Depuis une dizaine d'années, François Jullien poursuit une réflexion sur l'existence dont témoignent ses derniers essais, dont Philosophie du vivre en 2011, De l'intime: Loin du bruyant Amour en 2013, De la vraie vie en 2020 ou La Transparence du matin en 2023.

### Efficacité et stratégie
Dans son Traité de l’efficacité paru en 1996 chez Grasset, François Jullien élabore une réflexion sur l’efficacité et la stratégie, basée sur l'étude des conceptions grecque et chinoise. Il reprendra ce thème de l’efficacité en 2005 dans sa Conférence sur l’efficacité, parue dans la collection « Libelles » des Presses Universitaires de France.

### Dé-coïncidence
François Jullien a promu le concept de dé-coïncidence dans trois essais : Dé-coïncidence. D'où viennent l'art et l'existence (Grasset, 2017), Politique de la décoïncidence (L'Herne, 2020), Rouvrir des possibles. Dé-coïncidence, un art d'opérer (L'Observatoire, 2023). Il a élaboré ce concept à partir de celui d' « écart », développé dans de précédents travaux. En 2020, il crée l'association Dé-coïncidences dédiée à la promotion du concept, du philosophique, à l'éthique et au politique.

## Ouvrages

### Sur les pensées chinoise et européenne
- Lu Xun. Écriture et révolution, Paris, Presses de l’École normale supérieure, 1979, 128 p. (ISBN 2-7288-0061-8)
- La Valeur allusive : Des catégories originales de l’interprétation poétique dans la tradition chinoise, Paris, École française d'Extrême-Orient, 1985, 312 p. (ISBN 2-85539-744-8)[30] ; rééd. PUF, "Quadrige", 2002
- La Chaîne et la trame. Du canonique, de l’imaginaire et de l’ordre du texte en Chine, Extrême-Orient/Extrême-Occident, Presses Universitaires de Vincennes ; réed. « Quadrige », PUF, 2004, 240 p.
- Procès ou Création. Une introduction à la pensée des lettrés chinois, Seuil, 1989[31], 320 p. ; rééd. Le Livre de Poche, "Biblio", 1996
- Fonder la morale. Dialogue de Mencius avec un philosophe des Lumières., Grasset, 1995[32], 219 p. ; rééd. Dialogue sur la morale, Le Livre de Poche, "Biblio", 1998
- Un sage est sans idée ou L’Autre de la philosophie, Seuil, 1998, 237 p. ; rééd. « Points », Seuil, 2013.
- Du « temps ». Éléments d’une philosophie du vivre, Grasset, 2001, 240 p. ; rééd. Le Livre de Poche, « Biblio », 2012
- L'Ombre au tableau, du mal ou du négatif, Seuil, 2004[33], 192 p. ; rééd. Du mal/du négatif, "Points Essai", 2006
- Nourrir sa vie. À l’écart du bonheur, Seuil, 2005, 176 p. ; rééd. « Points », Seuil, 2015
- Chemin faisant, connaître la Chine, relancer la philosophie. Réplique à ***, Seuil, 2006, 160 p.

### Sur la langue de l'être
- Figures de l’immanence. Pour une lecture philosophique du Yi king, Grasset, 1993[34],[35],[32], 288 p. ; rééd. Le Livre de Poche, "Biblio", 1995 : rééd. Seuil "Points essai", 2012
- Si parler va sans dire. Du logos et d’autres ressources, Seuil, 2006, 208 p.
- Les Transformations silencieuses, Grasset, 2009, 200 p. ; rééd. Le Livre de Poche, « Biblio », 2010.
- De l'Être au vivre, Lexique euro-chinois de la pensée, Gallimard, 2015, 315 p. ; rééd Gallimard "Folio", 2019
- Ce Point obscur d'où tout a basculé, Éditions de l'Observatoire, 2021, 160 p.[36] ; rééd. De l'évasif, "Alpha" Éditions de l'Observatoire, 2023

### Sur Dieu
- Ressources du christianisme, Mais sans y entrer par la foi, Éditions de L'Herne, 2018, 121 p.
- Moïse ou la Chine. Quand ne se déploie pas l'idée de Dieu, Éditions de l'Observatoire, 2022, 384 p. ; rééd. Gallimard "Folio", 2004
- Dieu est dé-coïncidence, Labor et Fides, 2024, 103 p.

### Efficacité et stratégie
- La Propension des choses. Pour une histoire de l’efficacité en Chine, Seuil, 1992[37], 288 p. ; rééd. Seuil, "Points essais", 2003
- Le Détour et l’Accès. Stratégies du sens en Chine, en Grèce, Grasset, 1995[38],[32],[39],[40], 462 p. ; rééd. Le Livre de Poche, "Biblio", 1995 ; Seuil, "Points essais", 2010
- Traité de l'efficacité, Grasset, 1997[41],[42],[43],[44], 240 p. ; rééd. Le Livre de Poche, "Biblio", 2002
- Conférence sur l’efficacité, PUF, 2005, 96 p. ; rééd. PUF, "Quadrige", 2020

### Philosophie de l'art
- Éloge de la fadeur. À partir de la pensée et de l’esthétique de la Chine, Philippe Picquier, 1991, 144 p. ; rééd. Le Livre de Poche, "Biblio", 1993, 2004
- De l'Essence ou du nu[45], 152 p., Seuil, 2000 ; rééd. Le Nu impossible, Seuil, « Points », 2005.
- La Grande image n’a pas de forme ou Du non-objet par la peinture, Seuil, 2003[4], 384 p. ; rééd. Seuil, "Points essais", 2009
- Cette étrange idée du beau, Grasset, 2010, 266 p. ; rééd. Le Livre de Poche, « Biblio », 2011
- Vivre de paysage ou L’impensé de la Raison, Gallimard, 2014, 258 p. ; rééd. Gallimard, "Folio essais", 2022[46]

### Sur l'Universel et le dialogue des cultures
- De l’universel, de l’uniforme, du commun et du dialogue entre les cultures[47], Fayard, 2008, 270 p. ; rééd. « Points », Seuil, 2010.
- L’invention de l’idéal et le destin de l’Europe, Seuil, 2009, 204 p. ; rééd. Gallimard, Folio, 2017
- L’écart et l’entre. Leçon inaugurale de la Chaire sur l’altérité, Galilée, 2012, 91 p. ; rééd. Gallimard, "Folio essais", 2018.
- Le Pont des singes (De la diversité à venir). Fécondité culturelle face à identité nationale, Galilée, 2010, 72 p. ; rééd Altérités, Gallimard, "Folio essais", 2020
- Il n'y a pas d'identité culturelle, mais nous défendons les ressources d'une culture[48], Éditions de L'Herne, 2016, 93 p.
- Entrer dans une pensée ou Des possibles de l’esprit, Gallimard, 2012, 188 p. ; rééd. Gallimard, "Folio essais ", 2018.

### Philosophie du vivre
- Philosophie du vivre, Gallimard, 2011, 256 p. ; rééd. Gallimard, Folio, 2015.
- Cinq concepts proposés à la psychanalyse, Grasset, 2012, 185 p. ; rééd. Le Livre de Poche, « Biblio », 2013.
- De l’intime. Loin du bruyant Amour, Grasset, 2013, 253 p. ; rééd. Le Livre de Poche, « Biblio », 2014.
- Vivre en existant, Une nouvelle éthique, Gallimard, 2016, 281 p.
- Près d'elle, Présence opaque : présence intime, Galilée, 2016, 119 p. ; rééd. Altérités, Gallimard, "Folio essais", 2020
- Une seconde vie, Grasset, 2017, 185 p. ; rééd. Le Livre de Poche, « Biblio », 2018.
- Si près tout autre, De l'écart et de la rencontre, Grasset, 2018, 223 p. ; rééd. De la rencontre, Gallimard, "Folio essais", 2020
- L'inouï, Grasset, 2019, 207 p. ; rééd. Le Livre de Poche, 2021
- De l'écart à l'inouï, Éditions de L'Herne, 2019, 129 p.
- De la vraie vie, Éditions de l'Observatoire, 2020, 200 p. ; rééd. Le Livre de Poche, 2022
- L’Incommensurable, Éditions de L’Observatoire, 2022, 250 p.
- La Transparence du matin, Éditions de L’Observatoire, 2023, 272 p.[49]
- Vivre Enfin, Éditions Plon, 2025, 224 p.

### Philosophie de la dé-coïncidence
- Dé-coïncidence. D'où viennent l'art et l'existence?, Grasset, 2017, 162 p. ; rééd. Le Livre de Poche, 2020
- Politique de la décoïncidence, Éditions de L'Herne, 2020, 122 p.
- Rouvrir des possibles. Décoïncidence, un art d'opérer, 2023, 168 p., Éditions de l'Observatoire •  (ISBN 979-1-03292-692-5)[50]
- Raviver de l'esprit en ce monde, un diagnostic du contemporain, Éditions de l'Observatoire, 2023, 217 p.[51]

Les ouvrages de François Jullien ont été largement traduits dans le monde,.

## Traductions du chinois
- Lu Xun, Fleurs du matin cueillies le soir, Alfred Eibel, 1976
- Lu Xun, Sous le dais fleuri [Les luttes idéologiques en Chine durant l'année 1925], Alfred Eibel Éditeur, 1978
- Zhong Yong ou la Régulation à usage ordinaire, traduction et commentaires, Imprimerie nationale, 1993.

## Critiques
En 1990, le sinologue Jean-François Billeter a critiqué la présentation par François Jullien du philosophe Wang Fuzhi dans son livre Procès ou création : Une introduction à la pensée des lettrés chinois : Essai de problématique interculturelle (1989). En 2007, il réitère par un court essai intitulé Contre François Jullien. François Jullien lui répond dans un autre essai intitulé Chemin faisant, connaître la Chine, relancer la philosophie, puis paraît un recueil d’articles de plusieurs intellectuels dont Paul Ricœur (à titre posthume puisque ce philosophe est mort en 2005), Bruno Latour, Alain Badiou : Oser construire : Pour François Jullien

#### Ouvrages sur le travail de François Jullien en français
- Penser d’un dehors (La Chine), Entretiens d’Extrême-Occident, entretiens conduits par Thierry Marchaisse, Seuil, 2000
- Der Umweg über China, Ein Ortswechsel des Denkens, Merve Verlag, 2002
- Apo ten Ellada sten Kina, metabase kai epanodos, Exantas, 2002
- Yuanqu yu guilai, Dialogue entre la Grèce et la Chine, sur la recherche du philosophe français François Jullien, par Du Xiaozhen, Zhongguo renmin daxue chubanshe, 2004
- L’Indifférence à la psychanalyse, Sagesse du lettré chinois, désir du psychanalyste : rencontres avec François Jullien, (textes de L. Cornaz, P. Hassoun, R. Abibon, O. Natahi, H. Fontana, O. Douville, M. Guibal et T. Marchaisse), Presses universitaires de France, 2004
- Furen Daxue di er jie hanxue guoji yantaohui « qi yan qu er zhong : hanxue zuowei dui Xifang de xin quanshi — Faguo de gongxian », Le Détour et l’accès : la sinologie en tant que nouvelle herméneutique pour l’Occident – la contribution française (Colloque international organisé sur le travail de François Jullien par l’université Fu-Jen de Taïwan 5 et 6 novembre 2004 ; textes de Pierre Chartier, Philippe Jousset, Alain Riou, Wolfgang Kubin) ; bilingue chinois-français Monumenta Serica, français-chinois, juin 2005
- La China da que pensar, par Natalia Fernandez Diaz, Anthropos, 2005
- Chine / Europe, Percussions dans la pensée. À partir du travail de François Jullien, PUF, 2005 (Collectif de 19 auteurs, dont Alain Badiou, Patrice Bollon, Daniel Bougnoux, André Chieng, Benoït Heilbrunn, Philippe Jousset, Wolfgang Kubin)
- Sang Viên Dông… Tro Vê Viên Tây, François Jullien, passeur de concepts, concepteur de rencontres, Actes du colloque international organisé par l’université de Hué, Viêt Nam en mai 2005, Nhà Xuât Ban, Dà Nang, 2005
- La pratique de la Chine, en compagnie de François Jullien, par André Chieng, Grasset, 2006
- Contre François Jullien, par Jean-François Billeter, Allia, 2006
- L’œuvre en cours de François Jullien, un déplacement philosophique, par Philippe Jousset, collection « Philosophie ouverte », L’Harmattan, 2007
- Oser construire, Pour François Jullien (Contributions de François Gaillard, Philippe d’Iribarne, Jean Allouch, Patrick Hochart, Philippe Jousset, Jean-Marie Schaeffer, Lin Chi-Ming, Wolfgang Kubin, Ramona Naddaff, Du Xiaozhen, Léon Vandermeersch, Bruno Latour, Paul Ricœur et Alain Badiou), Les Empêcheurs de penser en rond, 2007
- Penser l’ « autre » : dialogue autour de la pensée de François Jullien, actes du colloque international organisé par l’Université de Pékin, 15-17 oct. 2007, édités par Du Xiaozhen aux Presses de l’Université de Pékin, 2011
- François Jullien, Pensare con la Cina, a cura di Marcello Ghilardi, Mimesis, Milano-Udine 2007
- François Jullien et le public vietnamien, coordonné par An Na Truong Thi, VoXuan Ninh et Jacques Cortès, Synergies Monde, Revue du Gerflint, no 3, 2008
- Les apports de la pensée chinoise au pilotage par les processus, réflexion menée à partir des travaux de François Jullien, sous la direction de Dominique Fauconnier, Les Dossiers du Club des Pilotes de Processus, octobre 2008
- Autour de De l’universel, de l’uniforme, du commun et du dialogue entre les cultures de François Jullien (interventions de Marcel Gauchet, Hervé Juvin, Philippe Raynaud et Léon Vandermeersch), Le Débat, Gallimard, p. 157-192
- François Jullien & Nghiên cuu so sanh, Van Hoa, Dông-Tây, par Hoang Ngoc Hien, Nha Xuat Ban Laodong, 2009
- Chine, la dissidence de François Jullien, par Nicolas Martin et Antoine Spire, p. 312, Seuil 2011
- « François Jullien, retour de Chine », (textes de Mathieu Potte-Bonneville, Martin Rueff, Daniel Bougnoux), revue Critique, mars 2011
- Dérangements-aperçus, autour du travail de François Jullien (contributions de Bernadette Bricout, Marcel Detienne, Marcel Gauchet, Patrick Hochart, Philippe Jousset, Étienne Klein, Frédéric Mantienne, Jean-Jacques Melloul, Mathieu Potte-Bonneville, Martin Rueff, Bernard Sichère, Léon Vandermeersch), actes du colloque des 7, 8, 9 décembre 2010 réunis par Cécile Serrurier et présentés par Bernadette Bricout, éditions Hermann, 2011
- En lisant François Jullien. La foi biblique au miroir de la Chine, sous la direction de Pascal David et Alain Riou (avec Thierry-Marie Courau, Pascal David, Jacques Fantino, Bernard Ganne, Antoine Guggenheim, François Jullien, Pascal Marin, Alain Riou, Bernard Sichère), Paris, Lethielleux, 2012
- Tra Cina ed Europa. Filosofia dell' « écart » ed etica della traduzione nel pensiero di François Jullien, par Riccardo Rigoni, préambule de Giangiorgio Pasqualotto, préface de François Jullien, Mimesis, Milano-Udine 2014
- Des possibles de la pensée : l'itinéraire philosophique de François Jullien, Actes du colloque de Cerisy-la-Salle, septembre 2013, sous la direction de Françoise Gaillard et Philippe Ratte, Hermann, 2015
- Rencontre sur le travail de François Jullien, dialogue avec le Professeur Cheng Zhongying, Pékin, décembre 2013, édité par Professeur Weigui Fang, ou Fang Weigui, Sixiang yu fangfa, Presses d'Université de Pékin, 2014
- Rencontre internationale sur le travail de François Jullien, Academia Sinica, novembre 2013, Taipei, Zhongguo wenzhe yanjiu toungxun, volumes 24 et 25, Actes parus à l'Academia Sinica, 2015
- Penser la Chine, Interroger la philosophie avec François Jullien, Pascal David, préface de Daniel Bougnoux, Paris, Hermann, 2016, 296 p.
- Philosophie de François Jullien, Des concepts proposés à l'art, Paris, Artpress 2 no 46, août-octobre 2017, 113 p.
- François Jullien, Accès au vivre - Rencontre de l'autre, revue Approches no 171, septembre 2017, 184 p.  (ISBN 978-29-19630-22-6) ([lire en ligne])
- Cahier de l'Herne François Jullien, dirigé par Daniel Bougnoux et François L'Yvonnet, mars 2018, 256 p.
- Penser la Chine, interroger la philosophie avec François Jullien, par Pascal David, Hermann, 2016 ;
- Penser par écart, le chantier conceptuel de François Jullien par Jean-Pierre Bompied, Descartes&Cie, 2019 ;
- François Jullien, Une aventure qui a dérangé la philosophie, de François L'Yvonnet, éditions Grasset, Paris, 2020.

#### Ouvrages sur le travail de François Jullien en anglais
- Nicolas Schwalbe, Living wayside(s), the Unheard Intercultural, philosophy of François Jullien, New York, Decoincidence Press, 2023, 368 p.

- François Jullien's Unexceptional Thought, A Critical Introduction, Arne de Boever, Rowman & Littlefield, 2020, 184 p.
- Against Ontology: Chinese Thought and François Jullien’, Shiqiao Li et Scott Lash, TCS Special Issue: ‘, Sage, 2023.

#### Ouvrages sur le travail de François Jullien en italien
- Tra cina ed Europa. filosofia dell’écart ed etica della traduzione nel pensiero di François Jullien, Riccardo Rigoni, Mimesis Pensieri d’Oriente, Milano, 2014, 204 p.
- François Jullien, Alterita, Lezioni milanesi per la Cattedra Rotelli, In dialogo con David Bidussa, Roberto Mordacci, Andrea Tagliapietra, A cura di Caterina Piccione, Mimeis Edizioni, Milano, 2018, 172 p.

#### Études publiées sur le travail de François Jullien en chinois
- 遠去與歸來：希臘與中國的對話[關於法國哲學家于連的研究] (Dialogue entre la Grèce et la Chine) 杜小真著，中國人民大學出版社（China People University Press, Beijing，2004, 99 p.
- “其言曲而中：漢學作為對西方的新詮釋——法國貢獻”論文集（Actes du colloque : Deuxième colloque international de sinologie de l’Université Fu Jen. Le détour et l’accès : la sinologie en tant que nouvelle herméneutique pour l’Occident – la contribution française）林志明、Zbigniew Wesolowski（魏思齊）編輯，輔仁大學出版社（Fu Jen University Press, Taipei），2005, 405 p.
- 從外部反思歐洲（經由中國）——遠西對話 （Penser d’un dehors (la Chine). Entretiens d’Extrême-Occident） 張放譯（trad.)，大象出版社（Daxiang chubanshe, Zhenzhou)，2005, 374 p.
- 中歐思想的碰撞：從弗朗索瓦.于連的研究說開去 （Chine/Europe. Percussions dans la pensée） 閻素偉、董斌孜孜譯（trad.），中國人民大學出版社（China People University Press, Beijing)，2011, 288 p.
- 思考他者：圍繞于連思想的對話 （Penser l’autre. Dialogue autour de la pensée de François Jullien） 杜小真主編，北京大學出版社（Peking University Press)，2011, 321 p.
- 思想與方法：全球化時代中西對話的可能 （Ideas and Methods. Possibilities of a Chines-Western Dialogue in a Globalized age） 方維規主編，北京大學出版社（Peking University Press)，2014, 317 p.
- “間與勢：朱利安對中國思想的詮釋”專輯（上)，收入《中國文哲研究通訊》（Vol. 24, no 4, 2014） （L’écart et la propension : l’interprétation de la pensée chinoise par François Jullien (I), dossier dans Newsletter of the Institute of Chinese Literature and Philosophy, Academia Sinica, Vol. 24, no 4, 2014） 卓立（Esther Lin）譯（trad.），中研院中國文哲研究所（Institute of Chinese Literature and Philosophy, Academia Sinica, Taipei），2014, p. 39-240
- “間與勢：朱利安對中國思想的詮釋”專輯（下)，收入《中國文哲研究通訊》（Vol. 25, no 1, 2015） （L’écart et la propension : l’interprétation de la pensée chinoise par François Jullien (II), dossier dans Newsletter of the Institute of Chinese Literature and Philosophy, Academia Sinica, Vol. 25, no 1, 2015） 卓立（Esther Lin）譯（trad.），中研院中國文哲研究所（Institute of Chinese Literature and Philosophy, Academia Sinica, Taipei），2015, p. 1-144
- 暢活存在：進入朱利安的思想, （Vivre en existant : entrer dans la pensée de François Jullien）卓立（Esther Lin）著，開學出版有限公司（Open Learning publishing Co., Taipei），2018，2020, 185 p.

#### Études publiées sur le travail de François Jullien en vietnamien
- Hoang Ngoc Hien, François Jullien & Nghiên cuu so sanh, Van Hoa, Dông-Tây, éditions Nha Xuat Ban Laodong, Hanoi, 2009, 190 p.
- Sang Viên Dông... Tro Vê Viên Tây, François Jullien, passeur de concepts, concepteur de rencontres, Actes du colloque international organisé par l’Université de Hué, Vietnam en mai 2005, Nhà Xuât Ban, Dà Nang, 2005, 113 p.